# Glamourpuss

Glamourpuss er det fjerde studiealbum af den danske punkrockgruppe Sort Sol, der udkom den 11. november 1993 på Columbia Records. Albummet indeholdt singlerne "Popcorn", "Shaheeba Bay", og "Let Your Fingers Do the Walking", der alle var med i filmen Nattevagten, og var medvirkende til at albummet blev Sort Sols mest solgte med 100.000 eksemplarer.
Albummet modtog priserne for Årets danske album, Årets danske gruppe, Årets danske rock udgivelse, samt Grøn Prisen, ligesom Flemming Rasmussen blev Årets danske producer ved Dansk Grammy 1994.
Alex Nyborg Madsen og Wili Jønsson synger kor på flere af albummets sange.
Glamourpuss var det sidste album med guitarist Peter Peter, der forlod bandet i 1995.

## Spor
| #  | Titel                             | Tekst     | Musik                                                                    | Længde |
| -- | --------------------------------- | --------- | ------------------------------------------------------------------------ | ------ |
| 1. | "Dog Star Man"                    | Knud Odde | Tomas Ortved, Peter Peter, Steen Jørgensen, Lars Tolstoy, Lars Top-Galia | 4:06   |
| 2. | "Popcorn"                         | Jørgensen | Odde, Ortved, Peter, Top-Galia                                           | 4:17   |
| 3. | "Let Your Fingers Do the Walking" | Jørgensen | Top-Galia                                                                | 4:38   |
| 4. | "Sleepwalker"                     | Odde      | Klavs K, Ortved, Peter                                                   | 3:41   |
| 5. | "Shaheeba Bay"                    | Odde      | Odde, Ortved, Jørgensen, Top-Galia                                       | 4:02   |
| 6. | "Written in the Wind"             | Odde      | Odde                                                                     | 5:09   |
| 7. | "Eileen Alphabet"                 | Odde      | Odde, Peter                                                              | 2:10   |
| 8. | "Bangalore Flow"                  | Jørgensen | Top-Galia                                                                | 7:33   |
| 9. | "Lady of the Lake"                | Odde      | Odde, Peter                                                              | 3:35   |

## Hitliste
| Hitliste (1993)        | Højeste placering |
| ---------------------- | ----------------- |
| Danmark (Album Top-40) | 3                 |